# Laura Marie Edinger-Schons
Laura Marie Edinger-Schons (* 10. März 1982 in Bochum) ist eine deutsche Wirtschaftswissenschaftlerin, Universitätsprofessorin und Chief Sustainability Officer an der Universität Hamburg.

## Werdegang
Nach dem Studium der Wirtschaftswissenschaft  mit den Schwerpunkten internationale Handelsbeziehungen, Marketing und Sozialpsychologie  an der Ruhr-Universität Bochum erhielt Edinger-Schons 2007 ihr Diplom. 2011 promovierte sie („Summa cum laude“) bei Mario Rese und Jan Wieseke zu dem Thema „The Homo Oeconomicus under Pressure: an Experimental Investigation of the Effect of Income and Stake on Ultimatum Game Responder Behavior“. Nach ihrer Dissertation arbeitete sie am Lehrstuhl für Sales Management Department (ehm. Sales & Marketing Department) an der Ruhr-Universität Bochum. 2015 erhielt sie eine durch die Deutsche Forschungsgemeinschaft geförderte eigene Stelle im Rahmen des Forschungsprojektes „Reden ist Silber, Schweigen ist Gold? Kundenreaktionen auf Unternehmenskommunikation über soziale und nachhaltige Maßnahmen“, welches mit dem mit 20.000 € dotierten „Deutschen Wissenschaftspreis 2015“ ausgezeichnet wurde. 2016 habilitierte Laura Marie Edinger-Schons an der Ruhr-Universität Bochum mit ihrer Habilitationsschrift „Essays in Corporate Social Responsibility and Marketing – CSR Strategy, Communication, and Innovative Pricing“, für welche sie den mit 10,000 € dotierten Wolfgang-Ritter-Preis 2017 sowie den Roman Herzog Forschungspreis Soziale Marktwirtschaft 2018 erhielt.
Von 2015 bis 2022 war Edinger-Schons Professorin für Corporate Social Responsibility an der Universität Mannheim. In der Forschung und Lehre arbeitete Edinger-Schons intensiv mit Startup-Unternehmen, Sozialunternehmen und sozialen Organisationen zusammen. Im November 2019 wurde Edinger-Schons vom Wirtschaftsmagazin Capital als „Top 40 unter 40“ der wichtigsten jungen Talente aus Wirtschaft, Politik, Wissenschaft und Gesellschaft in Deutschland gekürt. Sie war ab Oktober 2021 Prorektorin für Nachhaltigkeit und Informationsversorgung an der Universität Mannheim.
Seit Dezember 2022 ist Edinger-Schons auf einer Professur für „BWL, insbesondere nachhaltiges Wirtschaften“ an der Universität Hamburg. Zudem koordiniert sie dort als „Chief Sustainability Officer“ die Nachhaltigkeitsinitiativen der Universität.

## Forschungsschwerpunkte
Ihre Forschungsschwerpunkte sind:
- Wahrnehmungen von Organisationen aus der Stakeholderperspektive (Mikrofundierung von CSR)
- Stakeholdereinbindung und Empowerment
- Creating Shared Value & Social Impact Valuation
- Social Entre-/Intrapreneurship
- Innovative Geschäftsmodelle & Sharing Economy
- Nachhaltiger Konsum

Ihre Forschungsergebnisse sind in Fachzeitschriften wie dem Journal of Marketing, Journal of the Academy of Marketing Science, Journal of Business Ethics, Marketing Letters, Corporate Reputation Review und dem Corporate Social Responsibility and Environmental Management Journal publiziert.

## Auszeichnungen
- 2019 – „Top 40 unter 40“ in der Kategorie Wissenschaft und Gesellschaft des Wirtschaftsmagazins Capital[4]
- 2018 – Max Weber-Preis für Wirtschaftsethik
- 2018 – Roman Herzog Forschungspreis für soziale Marktwirtschaft
- 2017 – Wolfgang-Ritter-Preis 2017 (10,000 €)[7]
- 2017 – Lehrpreis der Fachschaft BWL der Universität Mannheim 2017[8]
- 2017 – AACSB Innovations that inspire Award 2017[9]
- 2015 – Deutscher Wissenschaftspreis (20,000 €)
- 2015 – Top Ten Nachwuchswissenschaftler des Jahres (Zeit und academics)
- 2014 – Overall Best Paper Award, AMA Winter Marketing Educators’ Conference 2013–14 – Stipendiatin der „Global Young Faculty“

## Ausgewählte Publikationen

### Beiträge in wissenschaftlichen Zeitschriften
- Scheidler, S., & Edinger-Schons, L. M. (2019): „Partners in crime? The impact of consumers' culpability for corporate social irresponsibility on their boycott attitude“, Journal of Business Research, forthcoming.
- Edinger-Schons, L. M., Lengler-Graiff, L., Scheidler, S., & Wieseke, J. (2018): “Frontline employees as corporate social responsibility (CSR) ambassadors: A quasi-field experiment”, Journal of Business Ethics, 1–15.
- Scheidler, S., Edinger-Schons, L. M., Spanjol, J. und Wieseke, J. (2018). „Scrooge posing as Mother Teresa: How hypocritical social responsibility strategies hurt employees and firms“, Journal of Business Ethics.
- Edinger-Schons, L. M., Sipilä, J., Sen, S., Mende, G. und Wieseke, J. (2018): „Are two reasons better than one? The role of appeal type in consumer responses to sustainable products“, Journal of Consumer Psychology, JCP, 28, 644–664.
- Hemmert, G. A. J., Edinger-Schons, L. M., Wieseke, J. und Schimmelpfennig, H. (2018): “Log-likelihood-based pseudo-R2 in logistic regression: deriving sample-sensitive benchmarks”, Sociological Methods & Research: SMR, 47, 507–531. DOI:10.1177/0049124116638107.
- Waßmuth, N. und Edinger-Schons, L. M. (2018): „Are people really strange when you’re a stranger? A longitudinal study of the effect of intergroup contact on host-country identification“, International Journal of Intercultural Relations: IJIR, 67, 58–70.
- Schons, Laura Marie, Cadogan, John, and Tsakona, Roumpini (2017): “Should Charity Begin at Home? An Empirical Investigation on Consumer‘s Responses to Companies’ Varying Geographical Allocations of Donation Budget”, Journal of Business Ethics, 144(3), pp. 559–576, DOI:10.1007/s10551-015-2832
- Schons, Laura Marie (2017): “When Do Companies Have a Positive Duty to Engage in Philanthropy? An Empirical Application of Mieth’s Five Criteria for Positive Duties of Individuals to the Corporate Context”, forthcoming in Zeitschrift für Wirtschafts- und Unternehmensethik (zfwu).
- Ruiner, Caroline, Apitzsch, Birgit, Hagemann, Vera, Schons, Laura Marie, Wilkesmann, Maximiliane, Wolf, Steffen, and Salloch Sabine (2017): “Locum Doctors in German Hospitals: Reflection on a Mixed Methods Design Bridging the Micro and Macro Level of Organizational Behavior”, forthcoming in the International Journal of Employment Studies.
- Schons, Laura Marie and Thöne, Philipp (2017): “Identification and Stereotypes as Determinants of Brand Extension Potential”, Journal of Innovative Marketing, 13(1), pp. 33–54, DOI:10.21511/im.13(1).2017.04.
- Schons, Laura Marie, Scheidler, Sabrina, und Bartels, Jos (2017): “Tell me how you treat Your Employees! A Field-Experimental Study on Customers’ Preferences for Companies’ CSR Efforts in the Employee Domain,” forthcoming in Journal of Marketing Behavior.
- Ulke, Anne und Schons, Laura Marie (2016): “CSR as a Selling of Indulgences: An Experimental Investigation of Customers’ Perceptions of CSR Activities Depending on Corporate Reputation”, forthcoming in the Corporate Reputation Review, doi:10.1057/s41299-016-0005-0.
- Hemmert, Giselmar, Schons, Laura Marie, Rese, Mario, Schimmelpfennig, Heiko und Wieseke, Jan (2016): “Log-Likelihood-based Pseudo-R2 in Logistic Regression – Deriving Sample-sensitive Benchmarks”, forthcoming in Sociological Methods and Research, doi:10.1177/0049124116638107.
- Schons, Laura Marie und Scheidler, Sabrina (2016): „Forschungskooperationen zwischen Wissenschaft und Praxis zum Thema „Corporate Social Responsibility“ am Beispiel von IKEA Deutschland“, uwf UmweltWirtschaftsForum, S. 1–9. doi:10.1007/s00550-016-0429-0.
- Habel, Johannes, Schons, Laura Marie, Alavi, Sascha, und Wieseke, Jan (2016): “Warm Glow or Extra Charge? The Ambivalent Effect of Corporate Social Responsibility Activities on Customers’ Perceived Price Fairness”, Journal of Marketing: January 2016, Vol. 80, No. 1, pp. 84–105. doi:10.1509/jm.14.0389
- Haumann, Till, Güntürkün, Pascal, Schons, Laura Marie, und Wieseke, Jan (2015): “Engaging Customers in Coproduction Processes: How Value-Enhancing and Intensity-Reducing Communication Strategies Mitigate the Negative Effects of Coproduction Intensity”, Journal of Marketing, 79(6), 17–33. doi:10.1509/jm.14.0357
- Schons, Laura Marie, Cadogan, John, und Tsakona, Roumpini (2015): “Should Charity Begin at Home? An Empirical Investigation on Consumer’s Responses to Companies’ Varying Geographical Allocations of Donation Budget”, Journal of Business Ethics, doi:10.1007/s10551-015-2832-9
- Schons, Laura Marie und Steinmeier, Maria (2015): “Walk the Talk – How Symbolic and Substantive Corporate Social Responsibility Actions Affect Firms’ Sustainable Financial Performance Depending on Stakeholder Proximity”, Corporate Social Responsibility and Environmental Management, June, 2015, doi:10.1002/csr.1381.
- Schons, Laura Marie, Rese, Mario, Wieseke, Jan, Rasmussen, Wiebke, Weber, Daniel, und Strotmann, Wolf (2014): “There is Nothing Permanent, not Even Change – Analyzing Individual Price Dynamics in “Pay-What-You-Want” Situations”, Marketing Letters, Vol. 25 (1), pages 25–36; doi:10.1007/s11002-013-9237-2.

### Buchbeiträge
- Schons, Laura Marie, Lengler-Graiff, Lars und Wenzig, Ulf (2017): „People, Planet, Positive: Determinanten einer erfolgreichen CSR Strategie und Kommunikation am Beispiel der Marke IKEA“, Fallstudie in der deutschen Ausgabe von Philipp Kotlers Marketing Management.
- Schons, Laura Marie (2017): „Tue Gutes und rede darüber? Erfolgreiche Corporate Social Responsibility Strategie & Kommunikation durch Verständnis von Kundenpräferenzen und -skepsis“, in: CSR und Marketing, Herausgeber Prof. Dr. Christopher Stehr, Verlag: Springer Gabler.
- Ruiner, Caroline, Apitzsch, Birgit, Hagemann, Vera, Schons, Laura Marie, Wilkesmann, Maximiliane und Salloch, Sabine (2016): „Ärztliches Handeln zwischen professionellem Ethos und finanziellen Anreizen: Eine Verknüpfung qualitativer, quantitativer und experimenteller Methoden zum Vergleich von angestellten Ärzten und Honorarärzten“ in Sammelband „Materiale Analysen“, Herausgeber: Nicole Burzan, Ronald Hitzler & Heiko Kirschner.